# كورونادو (كاليفورنيا)
كورونادو (بالإنجليزية: Coronado)‏ هي إحدى مدن مقاطعة سان ديغو، كاليفورنيا. تم إعطاءها لقب مدينة في 11 ديسمبر، 1890. و يربط مدينة كورونادو بمدينة سان دييغو جسر كورونادو الذي يعبر فوق خليج سان دييغو. و تعتبر الجزيرة منتجع سياحي في مقاطعة سان دييغو، كاليفورنيا، و تبعد 5.2 كيلومتر من وسط مدينة سان دييغو. و كان عدد سكانها 24,697 في تعداد عام 2010، حيث ارتفع العدد من 24,100 في تعداد عام 2000. كورونادو تقع على شبه جزيرة. السكان المحليون في بعض الأحيان يدعونها جزيرة كورونادو، و أنها تدل على المعيشة الأساسية، أختار مختبر البحوث الساحلية الأمريكية شاطئ كورونادو كأفضل شاطئ في الولايات المتحدة.
كورونادو تعني باللغة الأسبانية ل "المتوج"، و بالتالي فإن لقب المدينة هو مدينة التاج. كانت هناك ثلاث سفن من القوات البحرية للولايات المتحدة سميت على اسم مدينة، بما في ذلك يو إس إس كورونادو (LCS-4).

## تاريخ

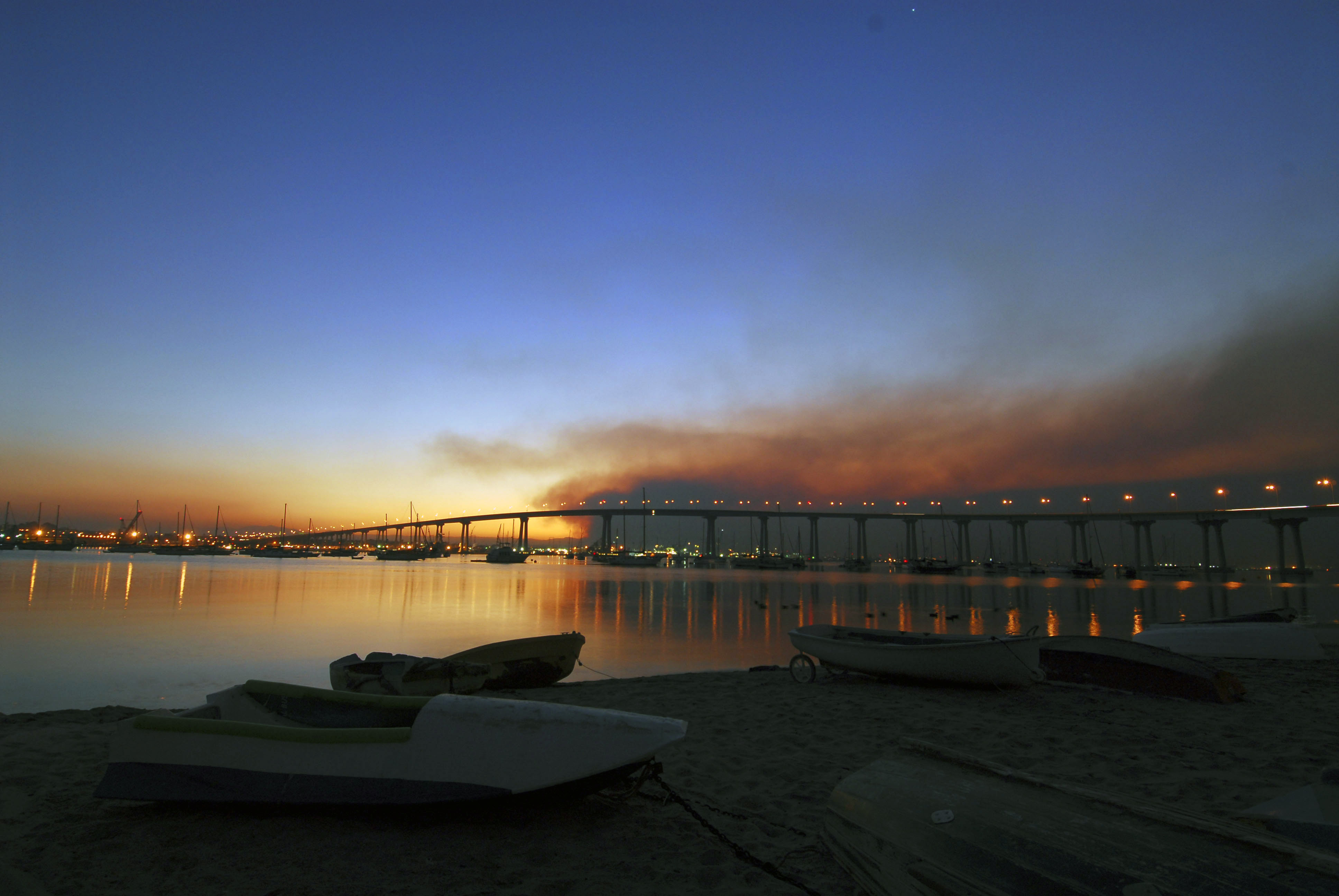
مشهد جسر كورونادو خلال غروب الشمس

تأسست مدينة كورونادو في عام 1885. حيث تم شراء الأرض من قبل شركة بابكوك EL. و كان عزمها على خلق مدينة سياحية و منتجع، و في عام 1886 نظمت شركة شاطئ كورونادو. قبل 1888 كانوا قد قاموا ببناء فندق ديل كورونادو المشهور عالمياً، و أصبحت المدينة منتجع سياحي. بنيت أيضاً على المدرسة و شكلت رياضية ركوب الزوارق و نوادي لعبة البيسبول.
في عام 1900 تم إنشاء منطقة سياحية إلى الجنوب مباشرة من فندق ديل كورونادو. و بنيت خيام للزوار الذين يريدون العيش فيها مؤقتاً و على مر السنين أعطت الخيام وسيلة جديدة للعيش، و تم هدم أخرها في عام 1940 في وقت متأخر أو في وقت مبكر من عام 1941 حيث لم تبقَ هناك أي خيمة.

## الجغرافيا
في عام 1969، افتتح جسر كورونادو، مما يسمح للعبور أسرع بكثير بين المدن من العبارات في خليج أو القيادة عبر الطريق 75 دولة على طول ستراند الفضة. المدينة تدرس حاليا خيارات إضافية للبناء على الطريق السريع 75 إلى تخفيف الازدحام و حركة المرور من وإلى سان دييغو و شمال الجزيرة.

## السكان
في إحصاء سنة 2010 كان عدد السكان 24,697 نسمة منهم 81.2% من البيض و 6.8% من الأمريكان الأفارقة و 0.8 منهم من الهنود الحمر و 3.7% من الأمريكان الأسيويين و 13.6% من الأمريكيين ذو الإصول المكسيكية و الأمريكية الجنوبية و الوسطى.

## السياسة
كورونادو كانت لمدة طويلة معقلاً الجمهوري، في عام 2008، تم تسجيل حوالي 51٪ من الناخبين الجمهوريين، و الحزب الديمقراطي حصل على 25٪ و 21٪ من المستقلين. الكثير من سكانها هم من افراد بحرية الولايات المتحدة المتقاعدين.

## السياحة

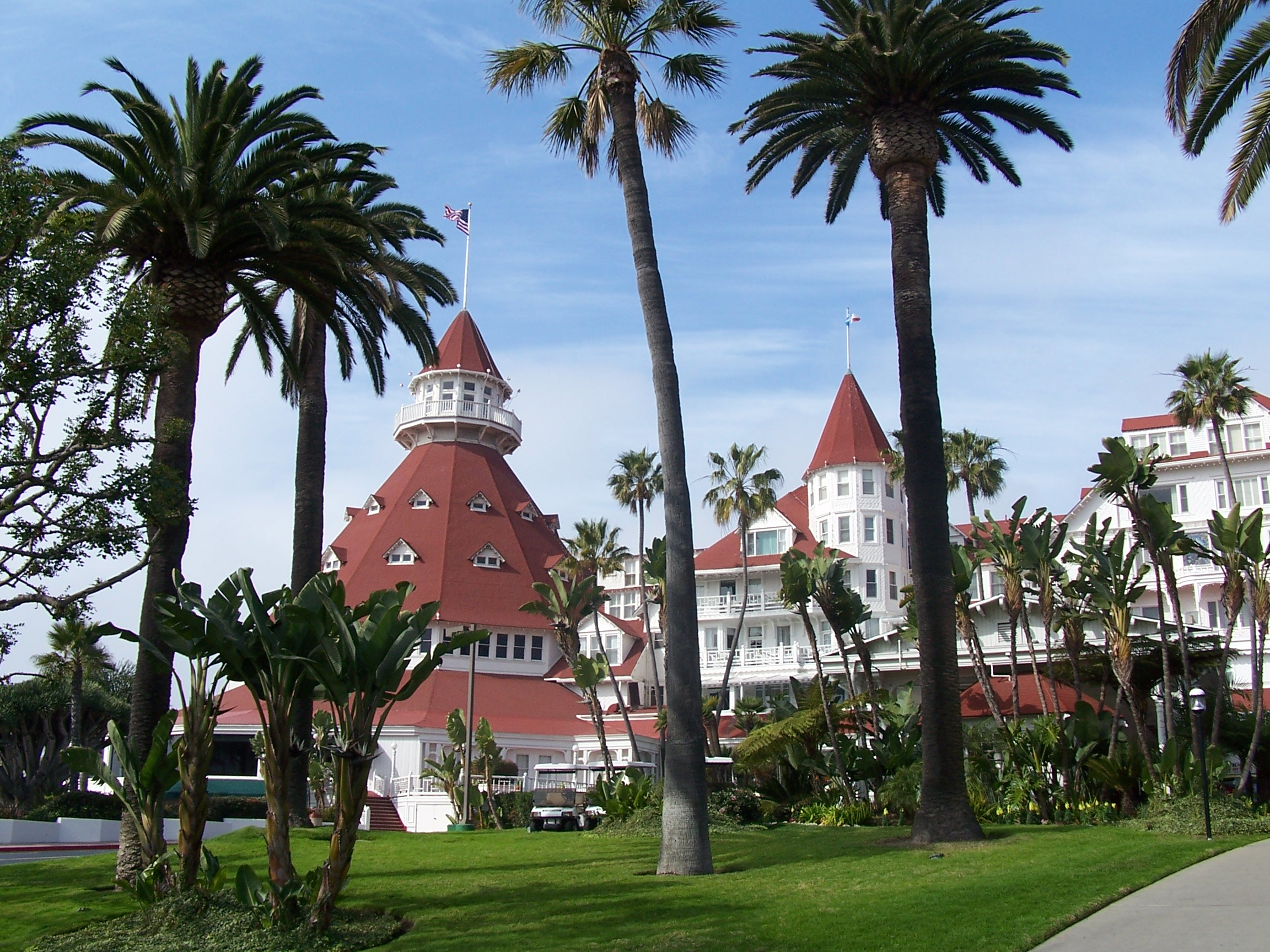
مدخل فندق ديل كورونادو

السياحة هي عنصر أساسي من عناصر الاقتصاد في كورونادو. وهذه المدينة هي موطن لثلاثة منتجعات رئيسية (فندق ديل كورونادو، جزيرة كورونادو ماريوت لوس كورونادو منتجع خليج)، فضلا عن العديد من الفنادق الأخرى والنزل. و منطقة وسط المدينة على طول الشاطئ مع العديد من المحلات التجارية والمطاعم والمسارح هو أيضا جزء أساسي من الاقتصاد المحلي. فالعديد من المطاعم على درجات عالية و توفير مجموعة متنوعة واسعة من الخيارات في المطبخ.
في عام 2008، أختير شاطئ كورونادو من أفضل 5 شواطئ في الولايات المتحدة. و بعدها تم التصويت و أختير كأفئل شواطئ الولايات المتحدة الأمريكية.
كورونادو هي موطن لشركتي مسرح حي، أحدها هو مسرح كورونادو. و يعتبر هذا المسرح من أقدم المسارح في مقاطعة سان دييغو. و بنيت و نظمت لأول مرة في كورونادو بتاريخ فبراير شباط 1946. المسارح في كوروندو تقدم تقدم مجموعة متنوعة من العروض على مدار السنة.

### الاحتفالات
أشهر الاحتفالات السنوية هو احتفال 4 تموز بمناسبة يوم الاستقلال (الولايات المتحدة) حيث يبدأ الاحتفال عندما يمشي و يركض الناس و عددهم 15 الف شخص.
واحد من الأحداث السنوية الأكثر شعبية في هذه المدينة هي عرض زهرة كورونادو، تعقد عادة في عطلة نهاية الأسبوع الثالث من نيسان. منذ سنة 1925 حيث تتوافد الآلاف من الزوار هنا لرؤية أكبر معرض للزهور الذي عقد تحت الخيام في الساحل الغربي للولايات المتحدة.

## التعليم
كورونادو فيه مدرسة تشمل مدرسة كورونادو المتوسطة (CMS)، و كورونادو المدرسة الثانوية، و مدرسة ستراند الابتدائية. كورونادو فيها مدرسة للفنون. من بين المدارس الخاصة المنتشرة في مدينة كورونادو توجد مدرسة القلب المقدس التابعة إلى أبرشية الكنيسة المحلية و مدرسة المسيح التابعة للكنيسة أيظاً.